# Meade Instruments
El Meade Instruments Corporation (también abreviado como Meade ) es una empresa multinacional con sede en Irvine, California. Fue fundada en 1972 por John C. Diebe. Esta se dedica a la fabricación e importación de telescopios, binoculares, telescopios terrestres, microscopios, CCD cámaras y accesorios del telescopios.